# Grzmiąca (województwo lubuskie)
Grzmiąca – wieś w Polsce położona w województwie lubuskim, w powiecie słubickim, w gminie Cybinka. Wieś zagrodowa położona na terenie falistym, w rolniczym krajobrazie otwartym.
W latach 1975–1998 miejscowość administracyjnie należała do województwa zielonogórskiego.
Miejscowość położona jest przy drodze lokalnej Cybinka – Rąpice.
W miejscowości działa piłkarski Klub Sportowy „Zorza” Grzmiąca występujący w B-klasie.

## Historia
Wieś w dokumentach archiwalnych odnotowana w 1385. Należała do dóbr w Białkowie. W 1778 majątek został powiększony o 463 morgi ziemi, na której założono folwark. Założona na planie ulicowo-placowym ma zabudowę zwartą z końca XIX i początku XX w. Teren wsi był zasiedlony w czasach pradziejowych, o czym świadczą znaleziska archeologiczne.

## Zabytki
- Kościół z XIX w.

## Osoby związane z miejscowością
- Henryk Czyż – profesor nauk rolniczych w zakresie agronomii, uprawy roślin i łąkarstwa